# Lucas van Leyden
Lucas van Leyden, také Lucas Hugensz nebo Lucas Jacobsz (květen nebo začátek června 1494 Leiden – 8. srpna 1533 Leiden) byl severoholandský malíř, kreslíř, mědirytec, autor leptů a dřevořezů. Získal proslulost ještě během svého života a je považován za jednoho z největších rytců v historii umění.

## Život
Lucas van Leyden byl synem malíře Huygha Jacobsze (1460–1538) a jeho ženy Marie Hendriksdr. Matka zemřela po porodu a otec se znovu oženil. Základy malířské techniky se Lucas naučil patrně u svého otce. Podle Carla van Mandera byl Jacobsz relativně dobrý malíř, jeho díla se však nedochovala. Od roku 1508 se školil u leydenského malíře oltářních obrazů Cornelise Engebrechtsze. Lucas projevoval talent už v raném věku a stýkal se pouze s mladými umělci – malíři, rytci skla a zlatníky. Rytectví se zřejmě naučil u některého zlatníka nebo dekoratéra zbraní, a první rytinu zhotovil ve věku devíti let. Ve dvanácti letech prodal první obraz – akvarel sv. Huberta. Jeho nejstarší datovaný mědiryt je Mohamed a mnich Sergius (1508).
V roce 1514 byl přijat mezi mistry malířského cechu v Leydenu a rovněž do cechu střelců, v němž byl jeho otec kapitánem. V letech 1514, 1515 a 1519 je uváděn v seznamech leydenských mušketýrů téhož cechu střelců. Jeho dílna prosperovala a v následujících letech hodně cestoval. V roce 1515 se oženil se šlechtičnou Elisabeth van Boschhuyzen, která mu porodila dva syny. V roce 1521 se v Antverpách setkal se svým současníkem Albrechtem Dürerem, který si cenil jeho umění. Oba si vyměnili své rytiny a navzájem se portrétovali. V roce 1527 podle Mandera cestoval do Brabantska, kde navštívil v Middelburgu Jana Gossaerta a cestovali spolu do Zeelandu, Flander a Brabantska. Navštívili Gent, Mechelen a Antverpy.
Lucas van Leyden neměl žádné žáky ani pokračovatele. Jeho nejstarší syn, Pieter Cornelisz, je znám jako malíř skla. Lucasova dcera z předmanželského svazku se provdala za malíře Hoeye a roku 1533 se narodil jeho vnuk Lukas van Hoey Dammesz. (1533–1604). Jeho druhý vnuk Ioan de Hooy se stal malířem francouzského krále. Lucas van Leyden zemřel roku 1533 v 39 letech po dlouhém onemocnění tuberkulózou. Byl pohřben v Pieterskerk v Leidenu.

## Dílo

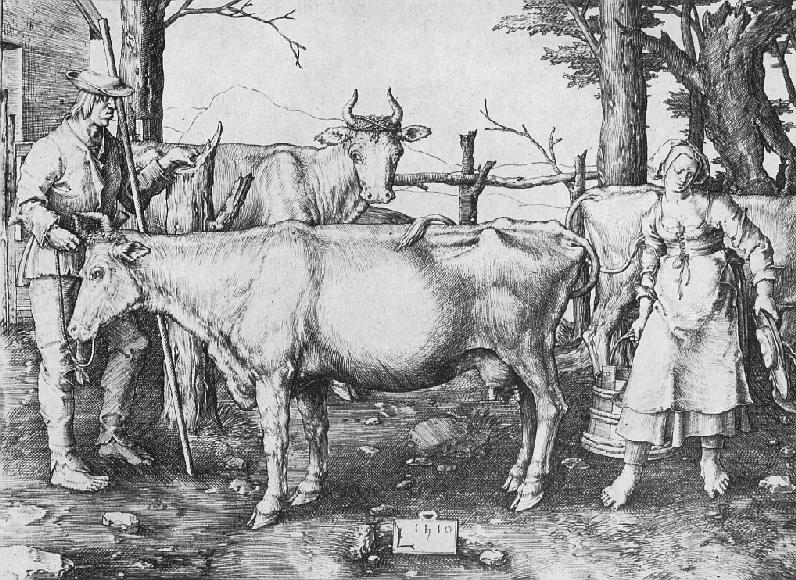
Mlékařka (1510)

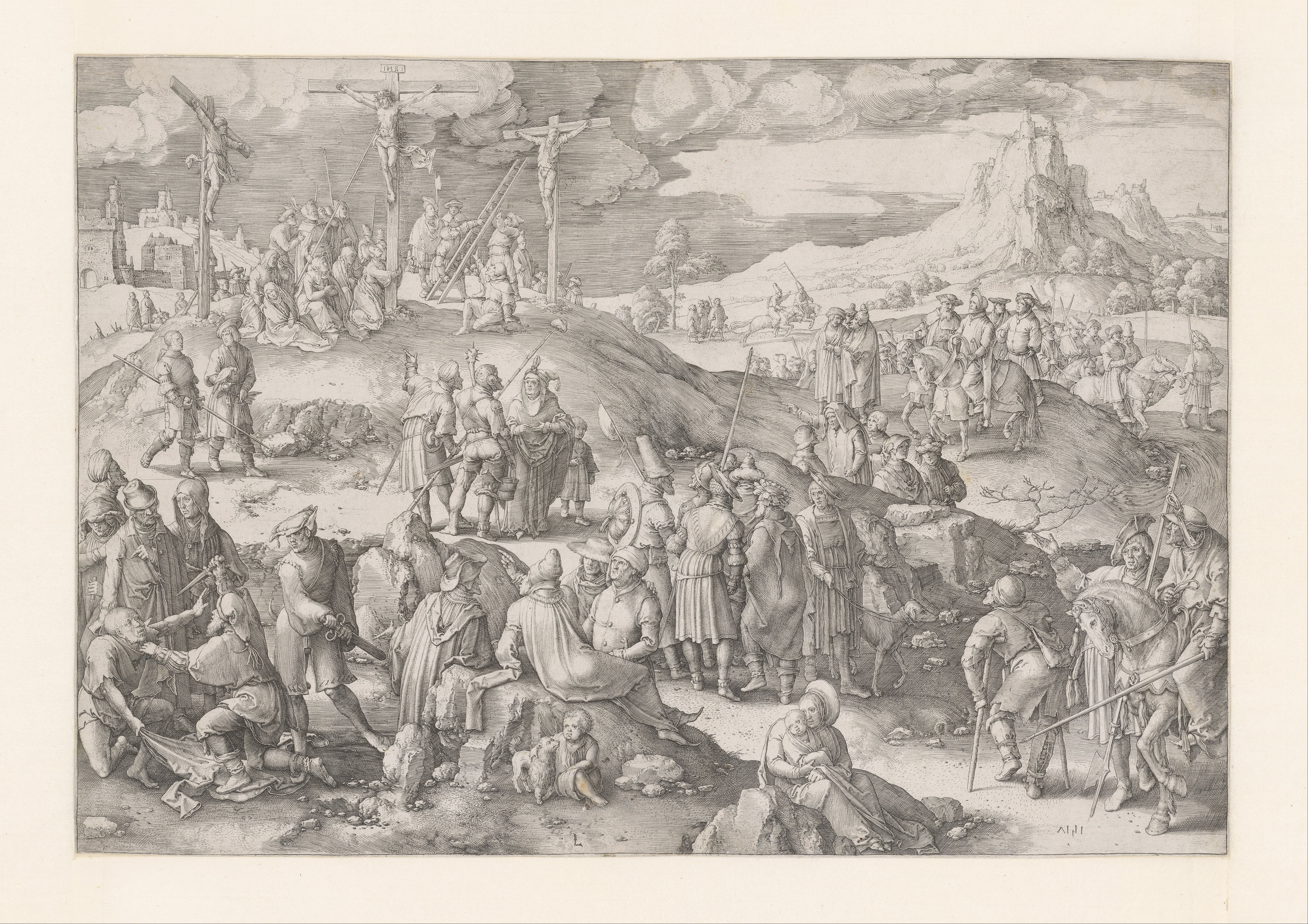
Golgotha, mědiryt (1517) – Google Art Project

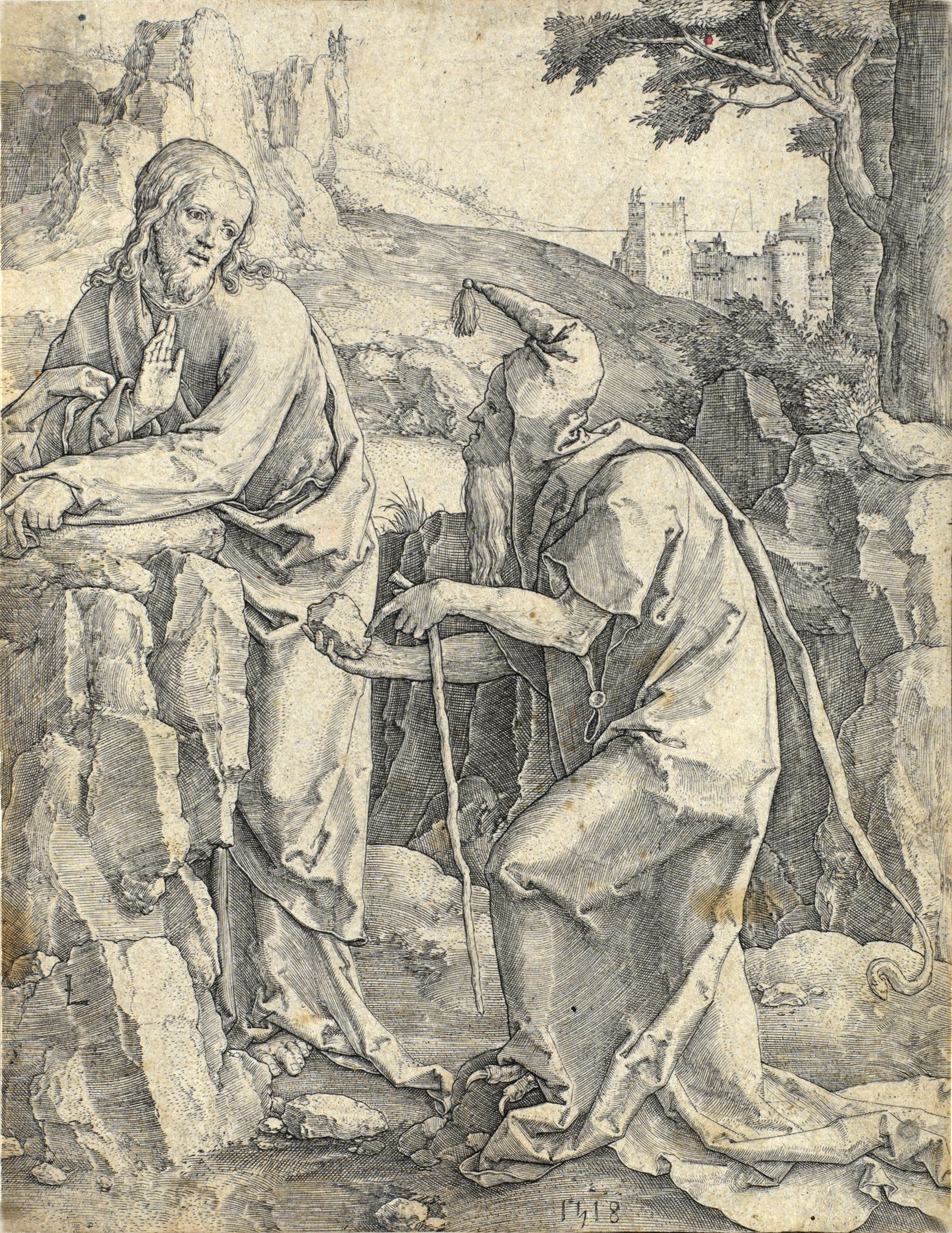
Kristus pokoušen ďáblem, mědiryt (1518), Národní galerie v Praze

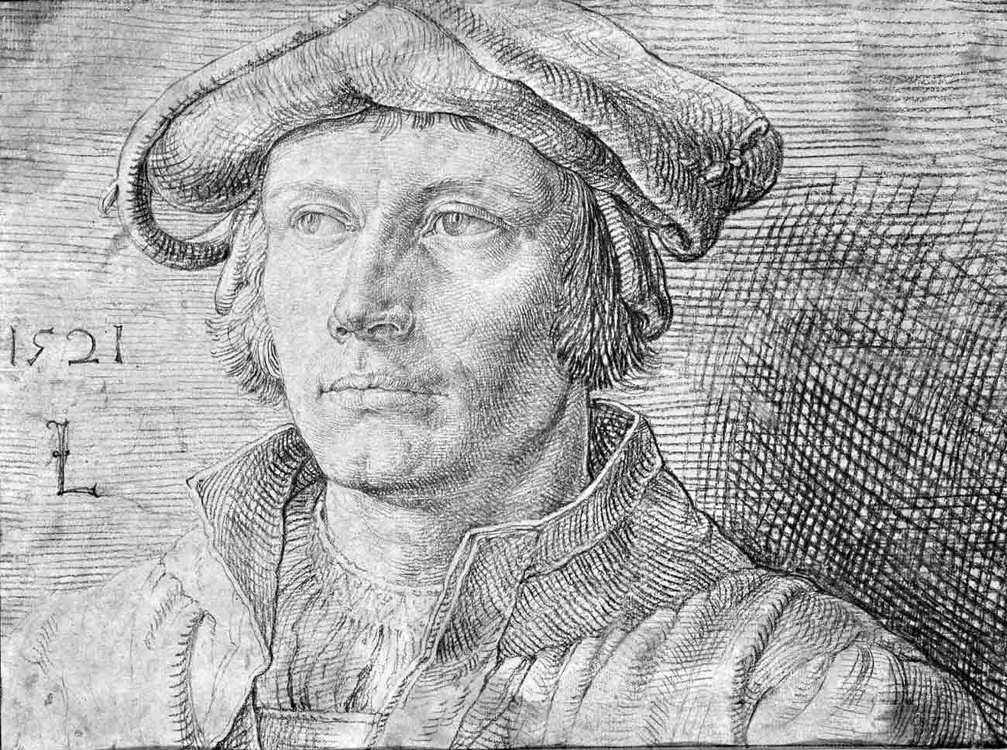
Portrét muže, kresba tužkou (1521)

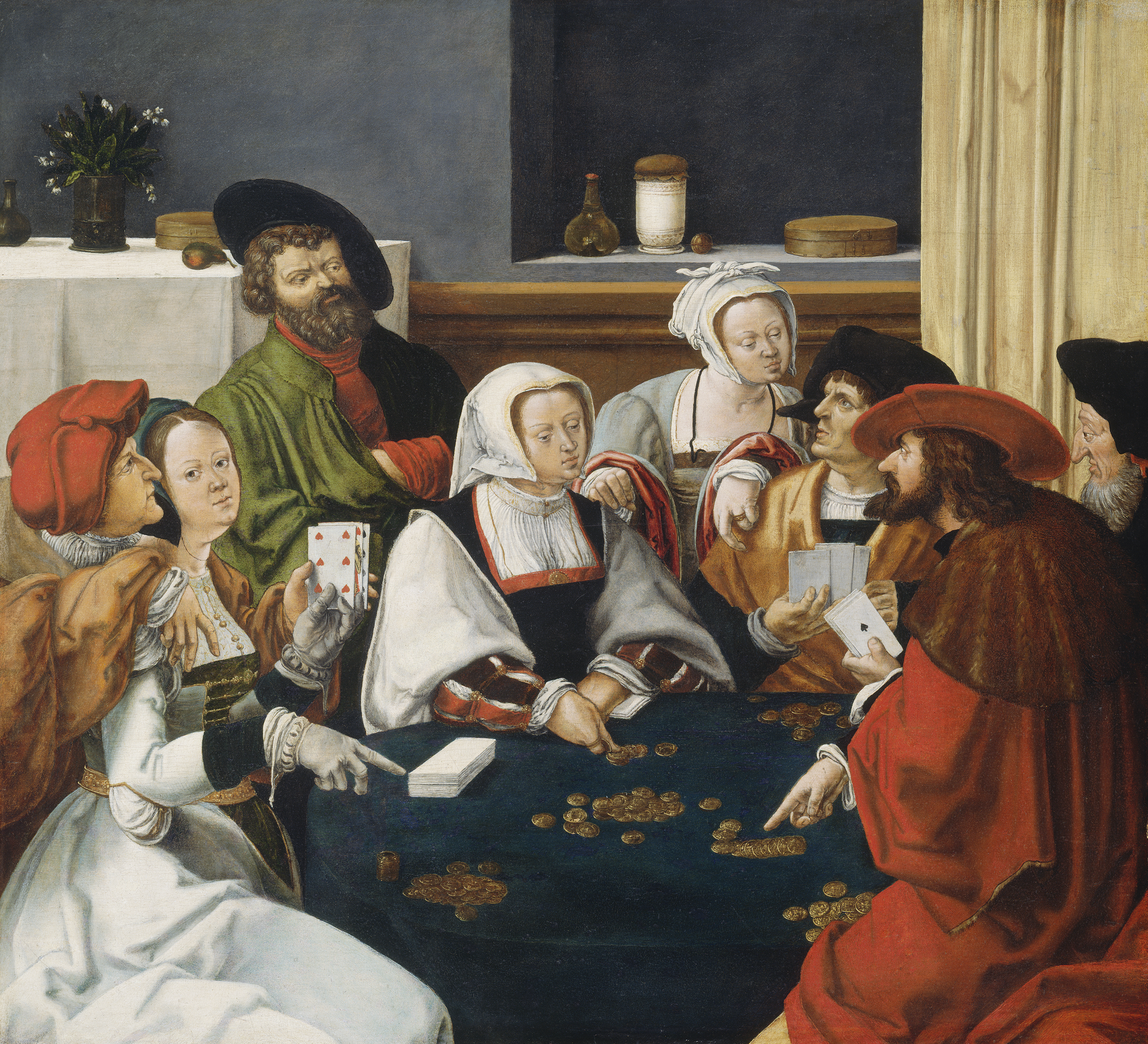
Hráči karet (1508)

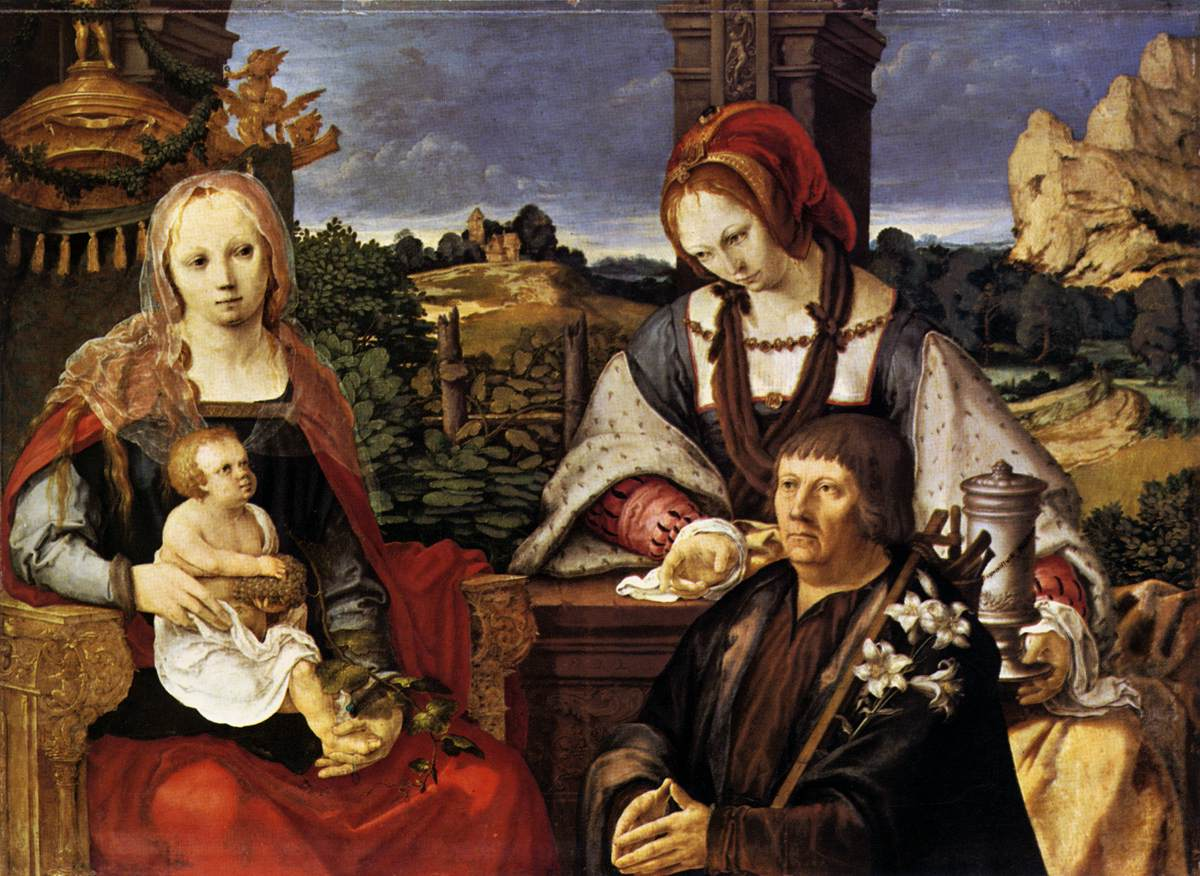
Madona s Maří Magdalenou a donátorem (1522)

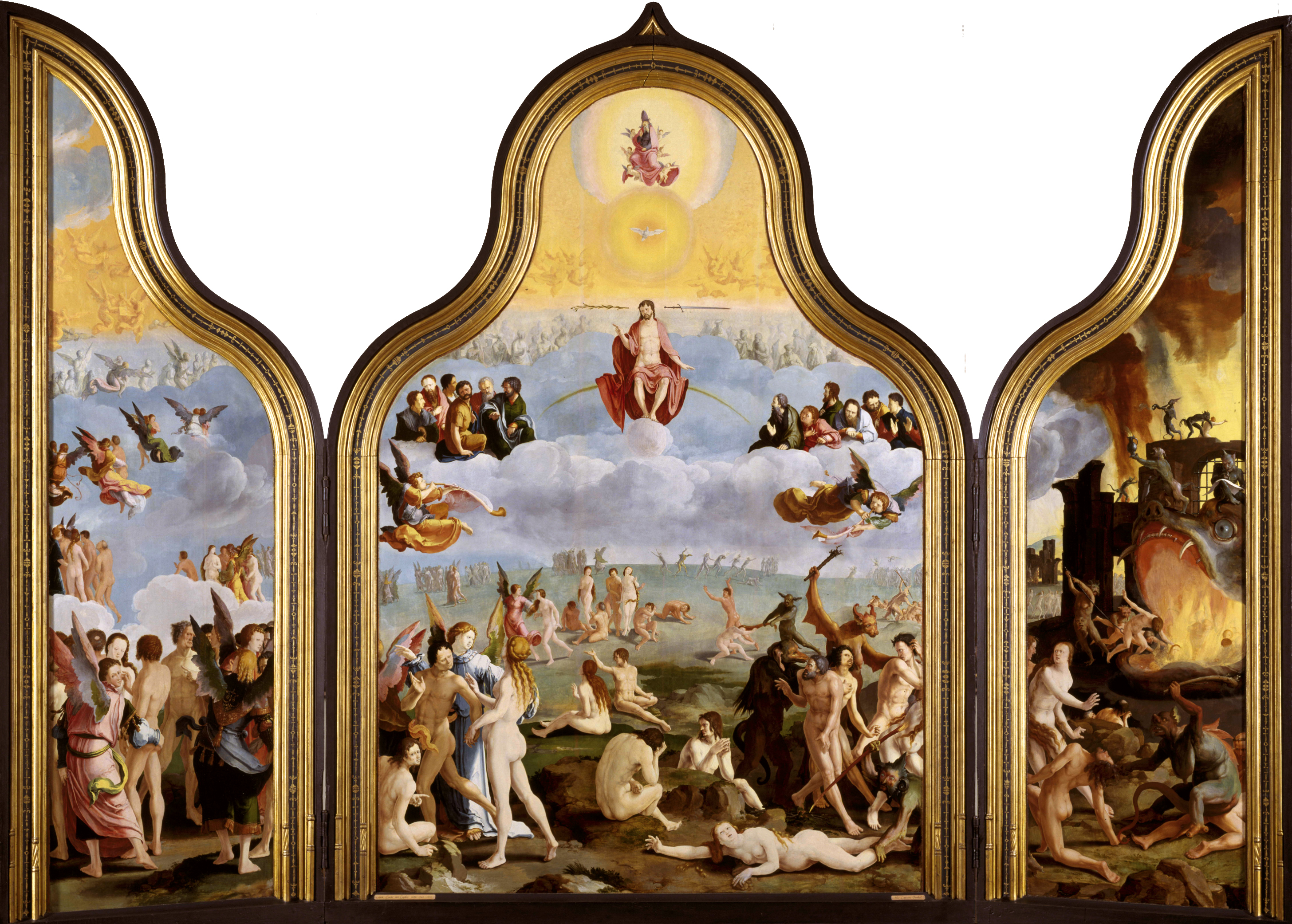
Poslední soud (1526–1527)

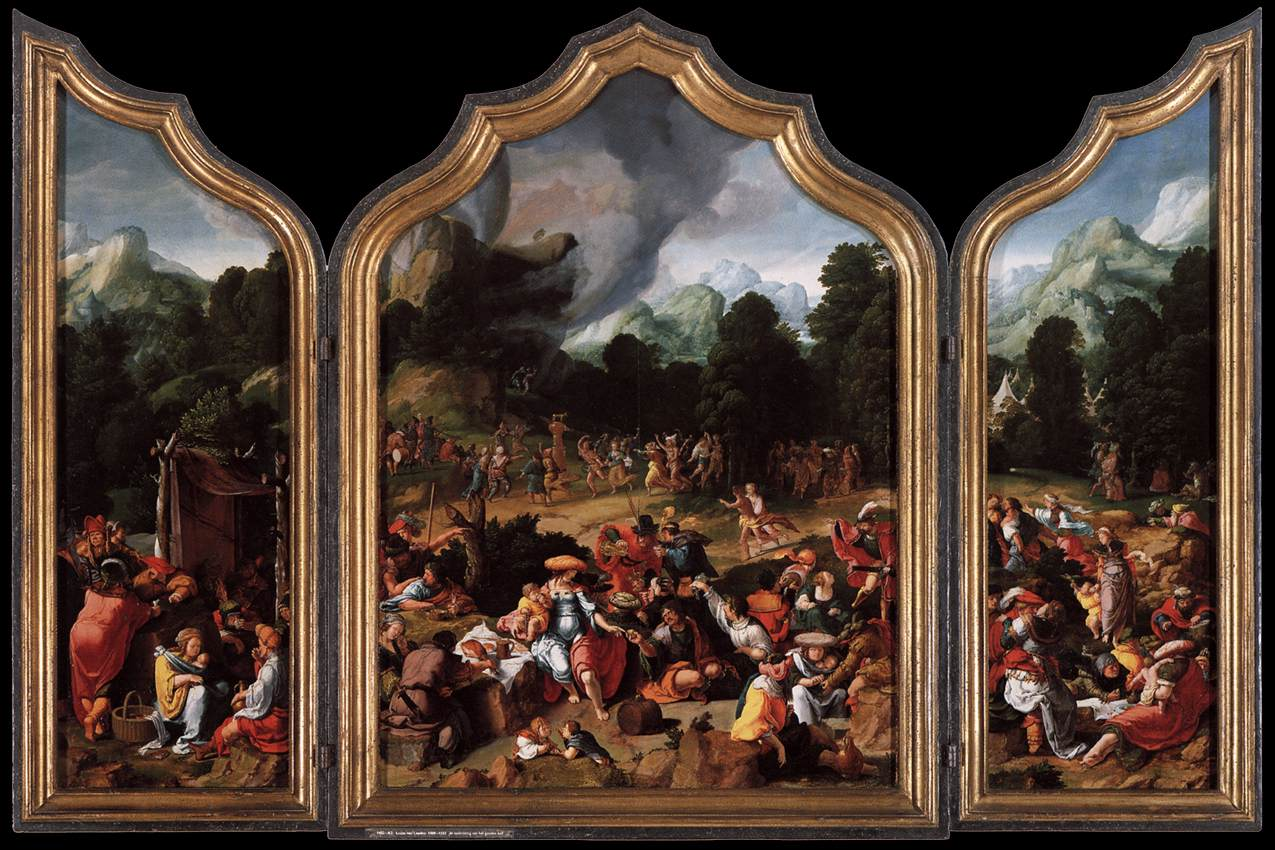
Uctívání zlatého telete (1530)

Druhý učitel Lucase van Leyden, Cornelis Engebrechtsz, je považován za posledního velkého představitel gotického manýrismu, který byl obeznámen s franko-vlámskou malbou a německými a italskými technikami kresby. Od svých učitelů si malíř osvojil zájem o drobnopisné detaily podle děl Hieronyma Bosche nebo panoramatické kompozice krajin dle Joachima Patinira. Během učednických let začal malovat maloformátové žánrové scény (Vykladačka osudu, 1508), podobné dílům Quentina Massyse.
Lucasovy malby byly vyzrálé již v jeho čtrnácti letech a charakterizuje je do podrobností propracovaná a čistá podkresba a harmonické barvy. V osmnácti letech byl považován za nejschopnějšího malíře vlámské školy. Albrecht Dürer je jediným umělcem, který měl na Lucase van Leyden prokazatelný vliv, ale Lucas byl méně intelektuální a více se soustředil na anekdotické prvky scén a žánrové a karikující motivy (Hráči karet, 1508). Malbě se více věnoval až po roce 1520. Jedním z jeho mistrovských děl, které chtěl do svých sbírek získat císař Rudolf II., je oltář Poslední soud (1526/1527).
Kromě obrazů a několika kreseb je známo kolem 174 jeho signovaných rytin a několik leptů z roku 1520, které jsou značeny iniciálou „L“, a 21 nedatovaných a nesignovaných dřevořezů. První rytiny (Marie Magdalena na poušti, 1506) vytvořil již ve 13 letech. Rytiny patnáctiletého chlapce (Pokušení svatého Antonína, 1509) se vyrovnají Callotovým.
Rané mědiryty z let 1506–1508 ukazují rychlý rozvoj Lucasova talentu, zejména s ohledem na individuální charakterizaci lidských tváří a péči věnovanou drobným detailům. Podoba Saula v mědirytu David hrající na harfu Saulovi (1508) inspirovala Dürera a převzal ji pro svůj list Martyrium sv. Jana, který je součástí cyklu Apokalypsa (1498).
V následujících letech zpracoval některé konvenční náměty, např. cyklus kruhových grafických listů s pašijovými příběhy v ozdobném rámu s plastickými rostlinnými ornamenty (1509). Zároveň však vytvořil některá svá nejvýznamnější díla a mnohafigurální kompozice, jako Návrat ztraceného syna (1510), kde architektura napodobuje italské vzory (Andrea del Sarto) nebo Velké Ecce Homo (283×447 mm), zalidněné více než sto figurami a s architekturou v dokonalé renesanční perspektivě. Věnoval se také venkovskému žánru, pro Holanďany doby renesance typickému. Příznačné jsou nehezké rozšklebené tváře a nevábná nahá těla (Cirurg, Zubař, žena s koněm, Žena se psem). V malém mědirytu Mlékařka (116×156 mm, 1510) zpracoval žánrové téma, které inspirovalo holandské umělce ještě o sto let později. Lucasovy rytiny Velké Ecce Homo a Mlékařka obdivoval také Rembrandt a roku 1642 na aukci zakoupil 14 jeho grafických listů za 1400 holandských tolarů.
Období 1512–1519 charakterizuje Dittrich jako expresivní a narativní styl. Příběhy jsou převzaty zejména ze Starého zákona (Šalamounovo modlářství, 1514), Nového zákona (Klanění tří králů (1513) nebo antické mytologie (Pyramus a Thisbe, 1514) a rytiny jsou vytvořeny s mistrovskou lehkostí.
Sblížení s Albrechtem Dürerem mělo na Lucase van Leyden krátkodobě silný stylistický vliv a projevilo se v jeho tvorbě návratem k tématu Pašijí (Malé pašije, 1921). V této době nakreslil také několik mistrovských portrétů (Portrét muže, 1521) a vyzkoušel techniku leptu.
Pozdní grafické dílo Lucase van Leyden bylo ovlivněno společnou cestou s Janem Gossaertem a seznámením s jeho díly, poučenými italskou renesancí. Znal také grafické listy Marcantonio Raimondiho, ve kterých kopíroval díla Dürera a Raphaela také sérii erotických námětů podle předloh Giulia Romana.
V mědirytech Lucase van Leyden z let 1524–1530 převažují antické náměty (Vergilius v koši, 1525) a plasticky modelovaná nahá mužská a ženská těla (Kain zabíjející Abela, 1529, Venuše Amor a Mars, 1530, Lot a jeho dcery, 1530, Alegorie sedmi ctností, 1530).

### Známá díla (výběr)

#### Mědiryty
- 1506 Polibek na rozloučenou[21]
- 1506 Modlící se Marie Magdaléna na poušti
- 1506 Odpočinek na cestě do Egypta
- 1507 Vzkříšení Lazara
- 1507 David a Abigail
- 1508 Starci a Zuzana v lázni
- 1508 David hrající na harfu Saulovi
- 1509 Pokušení svatého Antonína
- 1509 Pašijový cyklus, kruhové kompozice s dekorativním rámem
- 1509 Obrácení sv. Pavla
- 1509 Nahá žena poutnice krmící koně[22]
- 1510 Návrat ztraceného syna
- 1510 Nahá žena v krajině, vybírající psovi blechy[22]
- 1510 Velké Ecce Homo
- 1510 Křest Krista v řece Jordán
- 1510 Mlékařka
- 1512 Příběhy ze života Josefa a jeho bratří
- 1513 Abrahám a tři andělé
- 1513 Klanění tří králů
- 1514 Pyramus a Thisbe
- 1514 Samson a Dalila
- 1514 Modlářství krále Šalamouna
- 1515 Triumf Mordechaje
- 1516 Abrahám, Hagar a Izmael
- 1517 Golgota
- 1518 Esther před Ahasverem
- 1518 Kristus pokoušen Ďáblem[23]
- 1519 Tanec Marie Magdaleny
- 1520-1524 4 rytiny ze života venkovanů (Chirurg a pacient, U zubního lékaře; Blázen objímá dívku; Pár muzikantů)[22]
- 1525 Vergilius v koši
- 1529 6 rytin ze života Adama a Evy (Kain zabíjí Abela, Adam a Eva oplakávají mrtvého Abela)
- 1530 Venuše, Amor a Mars
- 1530 Lot a jeho dcery
- 1530 Alegorie sedmi ctností (Fides, Spes, Caritas, Prudentia, Iustitia, Fortitudo, Temperantia)
- 1530 Prvotní hřích

#### Dřevořezy
- kolem 1514 Prvotní hřích
- 1514, 1517 Samson a Dalila
- 1520 série dřevořezů s jízdou králů
- 1525 Vergilius zavěšený v koši (též mědiryt)[24]

#### Lepty
- 1520 Portrét císaře Maxmiliána I. (lept i rytina), podle Dürerova dřevořezu (1519)

#### Kresby
- kolem 1521 několik portrétů (Portrét muže, Portrét ženy)
- 1521 Svatý Jeroným

#### Malby
- 1508 Vykladačka osudu
- 1508 Hráči karet
- 1518 Hráči šachu
- 1520 Madona s děckem a anděly, Gemäldegalerie, Berlín
- 1522 Madona s Marií Magdalenou a donátorem, Alte Pinakothek, Mnichov
- 1526/1527 Poslední soud, Museum De Lakenhal, Leiden
- 1530 Uctívání zlatého telete, Rijksmuseum, Amsterdam
- 1531 Uzdravení slepce z Jericha, Ermitáž[25]